# Хэйшуй
Хэйшу́й (кит. упр. 黑水, пиньинь Hēishuǐ) — уезд Нгава-Тибетско-Цянского автономного округа провинции Сычуань (КНР). Правление уезда размещается в посёлке Лухуа.

## История
В 1953 году Специальный район Маосянь был преобразован в Тибетский автономный район провинции Сычуань (四川省藏族自治区), при этом из уезда Лисянь был выделен уезд Лухуа (芦花县). В 1954 году он был переименован в Хэйшуй. В 1955 году была расформирована провинция Сикан, а её территория была присоединена к провинции Сычуань; так как в провинции Сикан также имелся Тибетский автономный район, то Тибетский автономный район провинции Сычуань был преобразован в Нгава-Тибетский автономный округ (阿坝藏族自治州). В 1987 году Нгава-Тибетский автономный округ был переименован в Нгава-Тибетско-Цянский автономный округ.

## Административное деление
Уезд делится на 3 посёлка и 14 волостей.